# Etrema tenera
Etrema tenera é uma espécie de gastrópode do gênero Etrema, pertencente a família Clathurellidae.